# MACS J1931.8-2635

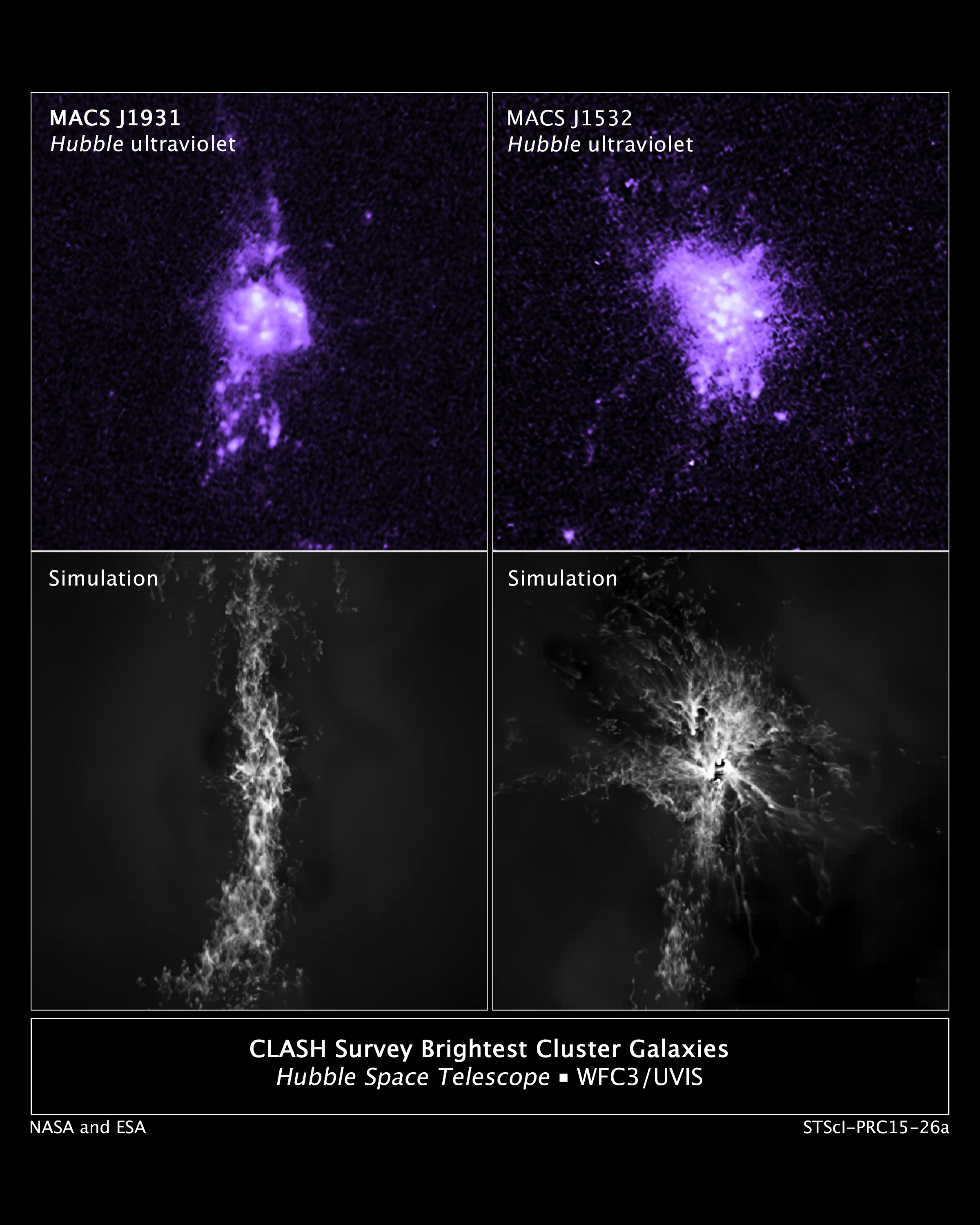
Gli ammassi di galassie MACS J1931.8-2635 e MACS J 1532.8+3021. I jets ad alta energia sprigionati dal buco nero supermassiccio condizionano l'attività di formazione stellare.

MACS J1931.8–2635 è un ammasso di galassie situato nella costellazione del Sagittario alla distanza di circa 3,7 miliardi di anni luce.
La galassia ellittica gigante, dominante l'ammasso, ospita al centro un buco nero supermassiccio. Un recente studio, utilizzando i dati raccolti dal Telescopio spaziale Hubble e altri telescopi, ha messo in evidenza il ruolo di regolazione dell'attività di formazione stellare svolto dal buco nero, e dai suoi jets ad alta energia espulsi, attività che in questa galassia è insolitamente più attiva di quanto atteso.
Il fenomeno è stato evidenziato, nel corso dello stesso studio, anche in altri ammassi di galassie.